# بريان أندرو ويلسون
بريان أندرو ويلسون (بالإنجليزية: Bryan Andrew Wilson)‏ هو كاتب أغاني أمريكي، ولد في 3 نوفمبر 1981 في دانفيل في الولايات المتحدة.

## وصلات خارجية
- بريان أندرو ويلسون على موقع ميوزك برينز (الإنجليزية)
- بريان أندرو ويلسون على موقع أول ميوزيك (الإنجليزية)